# Студени Јадар
Студени Јадар је саставица ријеке Јадар. Извире у Горњем Залуковику. Дуга је 9,5 km, од чега 8,2 km протиче кроз општину Милићи, а остатак кроз општину Власеница. Са Зеленим Јадром се састаје у Милићима, гдје заједно чине Јадар. Корито Студеног Јадра је уређено на подручју града Милића. Протиче кроз насеља Бачићи, Заклопача, Подгора и друга.

## Одлике
Са Зеленим Јадром се спаја на надморској висини од 260 метара, а просјечни пад терена износи 8%. Највећи проток је 99.75 метара кубних у секунди.

## Хидроцентрала
На самом изворишту ријеке се налази Хидроцентрала Горњи Залуковик. Хидроцентрала је изграђена 1949, а њене основне карактеристике су: инсталисана снага 2x0.65 MW,
средња годишња производња 3.6 GWh. У плану је изградња хидроцентрале Горњи Залуковик 2.